# کیلسم
بازی کیلسَم (به کره‌ای: 길쌈놀이) (اختصاری بازی بافندگی)، به انواع مختلفی از سرگرمی گفته می‌شود که در گذشته بانوان کره‌ای هنگام برگزاری مسابقه‌های بافندگی از آن لذت می‌بردند. این رقابت‌ها در اوایل ماه هفتم قمری شروع شده و در چوسوک (به کره‌ای: 추석، جشنواره برداشت محصول، پانزدهم هشتمین ماه قمری) پایان می‌افتند. این رسم با عناوین دیگری از جمله تورِسَم (کره‌ای: 두레삼)، کیلسَم توره (길쌈두레)، کُنگدُنگجانگمَ (공동적마) و تولگه (들게) شناخته می‌شود و شامل روایت گویی، رقص، آواز و شرکت در بازی‌های گروهی می‌شد.
کیلسَم (به کره‌ای: 길쌈) فرایند نخ‌ریسی از الیاف مختلف و بافتن پارچه‌هایی مانند کنف، رامی، ابریشم یا پنبه است. رسم زن‌های بافنده در جنوب کره مانند استان‌های چونگ چانگ، چاللَ و کیانگ سَنگ بسیار گسترده بود.
شرکت کنندگان یک گروه تشکیل می‌دادند و هر شب در خانه یکی از اعضای همکار جمع می‌شدند تا با هم ببافند. گرچه این کار باف در طول مدت یک ماه و نیم همیشه با گفتگو و آواز گروهی همراه بود، اما در پایان مسابقه مهمانی بزرگتری ترتیب داده می‌شد. این جشنواره که عصر چوساک برگزار می‌شد، شامل غذا، رقص و آواز بود. بازی‌های رقابتی نیز در این برنامه گنجانده شده بود و بازندگان معمولاً ملزم به پذیرایی با وعده‌های غذایی ویژه از برندگان بودند.